# Catoblemma mesotaenia
Catoblemma mesotaenia är en fjärilsart som beskrevs av Turner 1929. Catoblemma mesotaenia ingår i släktet Catoblemma och familjen nattflyn. Inga underarter finns listade i Catalogue of Life.

## Bildgalleri

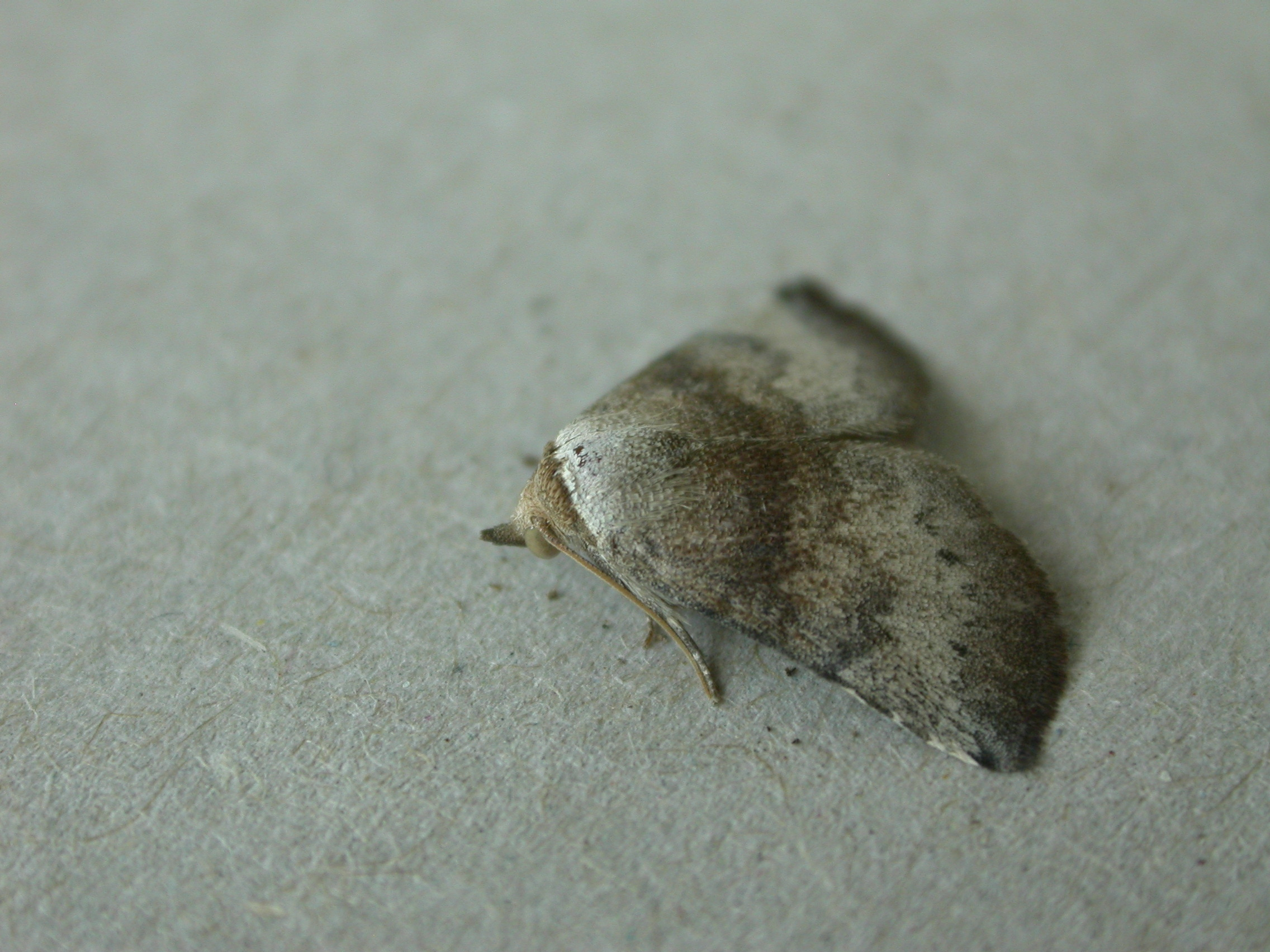